# Mathias Berg
Mathias Berg, född 7 mars 1975, är en svensk mediechef. Från 2022 är han VD för TV4 Media och ansvarig för TV & Media på Telia Company.

## Biografi
Berg tog examen vid Handelshögskolan i Stockholm 1999.
Han har en bakgrund inom MTG, där han var försäljningschef på Viasat 2002–2005. År 2005 blev man marknadschef för TV3 och ZTV. Han blev även marknadschef för TV6 när kanalen lanserades året därpå. I december 2006 valde han dock att lämna TV3 och TV6.
År 2011 blev Berg försäljningsdirektör för danska kabel-TV-företaget YouSee för att senare bli vd för hela företaget.
Den 25 augusti 2014 tillträdde Berg som kanaldirektör för TV4-gruppen. I samband med en omorganisation 2016 blev han operativ chef för TV4. När Manfred Aronsson lämnade C More år 2017 blev Berg även operativ chef för C More.
När Telia tog över 2020 delades TV4 och C More åter upp och Berg fortsatte som chef för den reklamfinansierade verksamheten. I mars 2020 meddelades det dock att Berg skulle bli ny vice vd.
Den oktober 2022 meddelades det att TV4 Medias dåvarande vd Casten Almqvist skulle lämna företaget. Berg utsågs till hans efterträdare och tog över vd-posten, styrelseplatsen i Telia Company och ledarskapet för affärsområdet TV & Media den 1 december 2022. En av de första större förändringarna han sjösatte var att avskaffa tjänsten C More och slå ihop den med TV4 Play.